# Draculoides eremius
Espèce
Synonymes
- Paradraculoides eremius Abrams & Harvey, 2015

Draculoides eremius est une espèce de schizomides de la famille des Hubbardiidae.

## Distribution
Cette espèce est endémique du Pilbara en Australie-Occidentale. Elle se rencontre vers Pannawonica.

## Description
Le mâle holotype mesure 4,30 mm et la femelle paratype 3,29 mm.

## Systématique et taxinomie
Cette espèce a été décrite sous le protonyme Paradraculoides eremius par Abrams et Harvey en 2015. Elle est placée dans le genre Draculoides par Abrams, Huey, Hillyer, Humphreys, Didham et Harvey en 2019.

## Publication originale
- Abrams & Harvey, 2015 : « A new troglobitic schizomid (Hubbardiidae: Paradraculoides) from the Pilbara region, Western Australia. » Records of the Western Australian Museum, vol. 30, no 2, p. 132-136 (texte intégral).